# Queensrÿche (album)
Queensrÿche je studiové album americké heavymetalové skupiny Queensrÿche, vydané v červnu 2013. Album vyšlo po rozdvojení skupiny, kdy bývalý zpěvák Geoff Tate začal koncertovat s jinými hudebníky pod názvem této skupiny. V klasické verzi skupiny již Tate nezpívá a náhradou za něj je zpěvák Todd La Torre. 
Tate ve stejném roce vydal pod názvem Queensrÿche neboli Geoff Tate's Queensrÿche nové album nazvané Frequency Unknown, které se od soudního verdiktu mezi Tatem a zbytkem původní skupiny Queensrÿche ohledně jména Queensrÿche se album prodává pod názvem skupiny Operation: Mindcrime.

## Seznam skladeb
| Pořadí         | Název                             | Délka |
| -------------- | --------------------------------- | ----- |
| 1.             | X2 (instrumentální)               | 1:09  |
| 2.             | Where Dreams Go to Die            | 4:25  |
| 3.             | Spore                             | 3:25  |
| 4.             | In This Light                     | 3:23  |
| 5.             | Redemption                        | 4:16  |
| 6.             | Vindication                       | 3:26  |
| 7.             | Midnight Lullaby (instrumentální) | 0:55  |
| 8.             | A World Without                   | 4:10  |
| 9.             | Don't Look Back                   | 3:13  |
| 10.            | Fallout                           | 2:46  |
| 11.            | Open Road                         | 3:55  |
| Celková délka: | Celková délka:                    | 35:03 |

## Obsazení
- Todd La Torre – zpěv
- Michael Wilton – kytara
- Parker Lundgren – kytara
- Eddie Jackson – baskytara, doprovodné vokály
- Scott Rockenfield – bicí, perkuse, orchestrace
- Pamela Moore – zpěv
- Andrew Raiher – housle, orchestrace